# Xiaomi SU7
Der Xiaomi SU7 (chinesisch 小米SU7, Pinyin Xiǎomǐ SU7) ist ein Elektroauto, entwickelt von dem chinesischen Hersteller Xiaomi Auto, einer Tochtergesellschaft des gleichnamigen Herstellers von Unterhaltungselektronik Xiaomi. Es ist das erste Xiaomi-Fahrzeug und wird im Auftrag von der BAIC Group in Peking gebaut. Es wurde im Dezember 2023 angekündigt und am 28. März 2024 in Peking offiziell vorgestellt; gleichzeitig begann der Verkauf. Seit dem 29. Oktober 2024 wird auch die Sportversion Ultra mit einer Höchstgeschwindigkeit von 350 km/h verkauft.
Der belgische Rennfahrer Vincent Radermecker stellte auf der Nordschleife des Nürburgrings in einem „Xiaomi SU7 Ultra with Track Package“ am 1. April 2025 mit 7:04,957 Minuten einen neuen Rundenrekord für „Elektrofahrzeuge der Oberklasse“ auf wobei am gleichen Tag David Pittard mit dem äußerlich ähnlichen „Xiaomi SU7 Ultra Prototype“ und 6:22,091 Minuten die drittschnellste Zeit der 2019 eingeführten Nürburgring-Rekordfahrten erzielte. 
Nach Xiaomi steht „SU“ für „Speed Ultra“, und die Nummer 7 bedeutet das Marktsegment des Autos. „SU“ könnte auch eine Anspielung auf das chinesische Wort 速 (Pinyin sù) sein, was Geschwindigkeit bedeutet. Der SU7 ist in vier Versionen erhältlich, nämlich als SU7, SU7 Pro, SU7 Max und SU7 Ultra.

## Geschichte
Xiaomi kündigte im März 2021 an, dass man in den Markt für Elektrofahrzeuge einsteigen wolle. Xiaomi-CEO Lei Jun erklärte, das Unternehmen werde 10 Milliarden Yuan in das Projekt investieren. Xiaomi Automobile wurde 2021 mit Sitz in der Beijing Economic and Technological Development Zone gegründet. Im August 2023 erhielt das Unternehmen von der chinesischen Nationalen Entwicklungs- und Reformkommission die Genehmigung zur Produktion von Fahrzeugen.
Die Produktion des SU7 begann im Dezember 2023. Dies wurde am 28. Dezember 2023 bekanntgegeben. Der Verkaufspreis wurde am 28. März 2024 bekannt gegeben, die Standardversion kostet 215.900 Yuan (rund 28.000 Euro).
Nach schweren Unfällen, in denen der SU7 beteiligt war, wurde die Einführung des Schwestermodells YU7 bis Sommer 2025 verschoben. In beiden Fällen befand sind das Fahrzeug im "Autopilot"-Modus, bei der es weitestgehend autonom operiert. In einigen Ausstattungsvarianten nutzt Xiaomi Auto ähnlich wie Tesla keine zusätzlichen Lidar-Sensoren für diese Funktion.

## Design
Der SU7 wurde unter dem Codenamen MS11 entwickelt. Das Designteam wurde von Chefdesigner Li Tianyuan geleitet, der von BMW abgeworben wurde. Nach Angaben von Lei Jun lehnte er drei Designvorschläge aufgrund von Bedenken hinsichtlich der Haltbarkeit ab. Xiaomi vergleicht das Auto mit dem Porsche Taycan und dem Tesla Model S.
Die Limousine verfügt über eine Luftfederung mit adaptiven Dämpfern, einen aktiven Kühlergrill und einen aktiven Flügel am Heck mit vier Verstellstufen. Das Unternehmen gibt an, dass der Luftwiderstandsbeiwert des SU7 mit 0,195 der niedrigste der Welt sei.
Der SU7 ist mit einem 16,1-Zoll-Touchscreen-Infotainment-Center mit 3K-Auflösung ausgestattet. Das Infotainment-System wird von einem Qualcomm Snapdragon 8295 System-on-a-Chip (SoC) betrieben und basiert auf der Xiaomi HyperOS (小米澎湃OS) Software. Ein Fahrerassistenzsystem der Marke Xiaomi Pilot mit 16 Funktionen gehört zur Serienausstattung. Es verwendet zwei Nvidia Drive Orin System SoCs.
Der SU7 nutzt viele internationale Zulieferer für seine Teile, darunter Bosch, Brembo, Continental, ThyssenKrupp, ZF Friedrichshafen, Benteler, Schaeffler-Gruppe und Nexteer Automotive, und unterstützt Apples CarPlay zur Interaktion mit dem iPad.

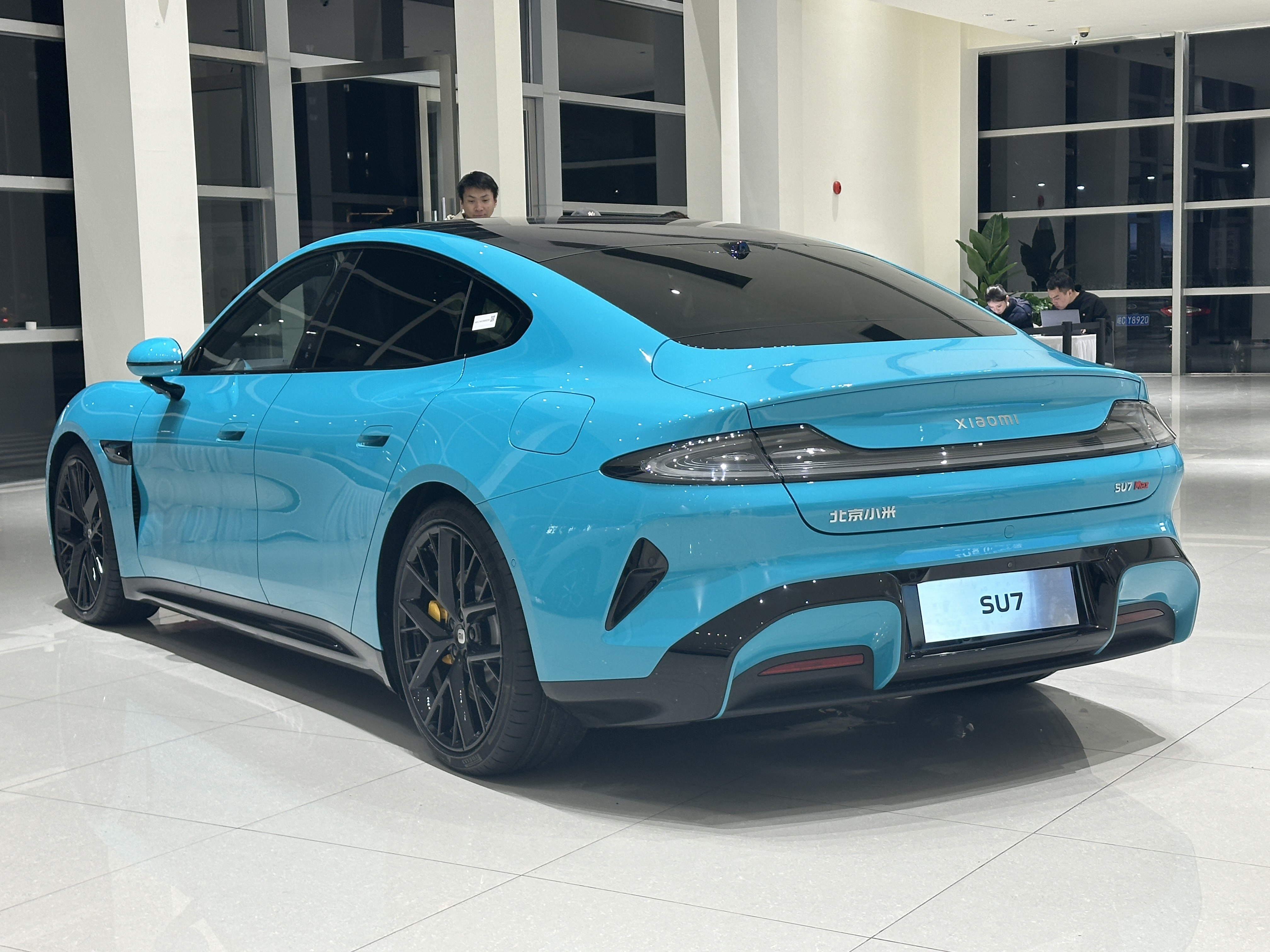
Ansicht von hinten
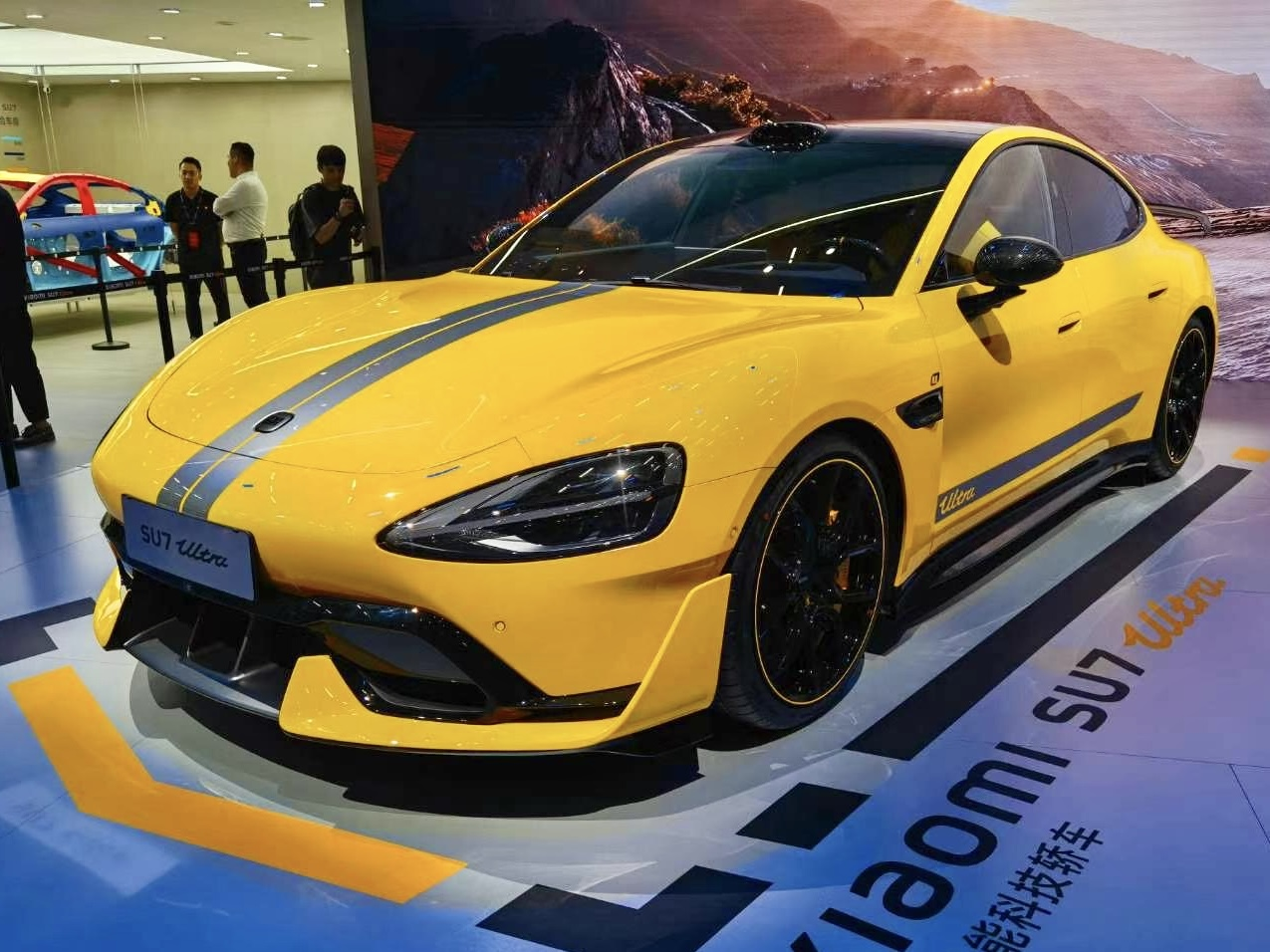
Xiaomi SU7 Ultra
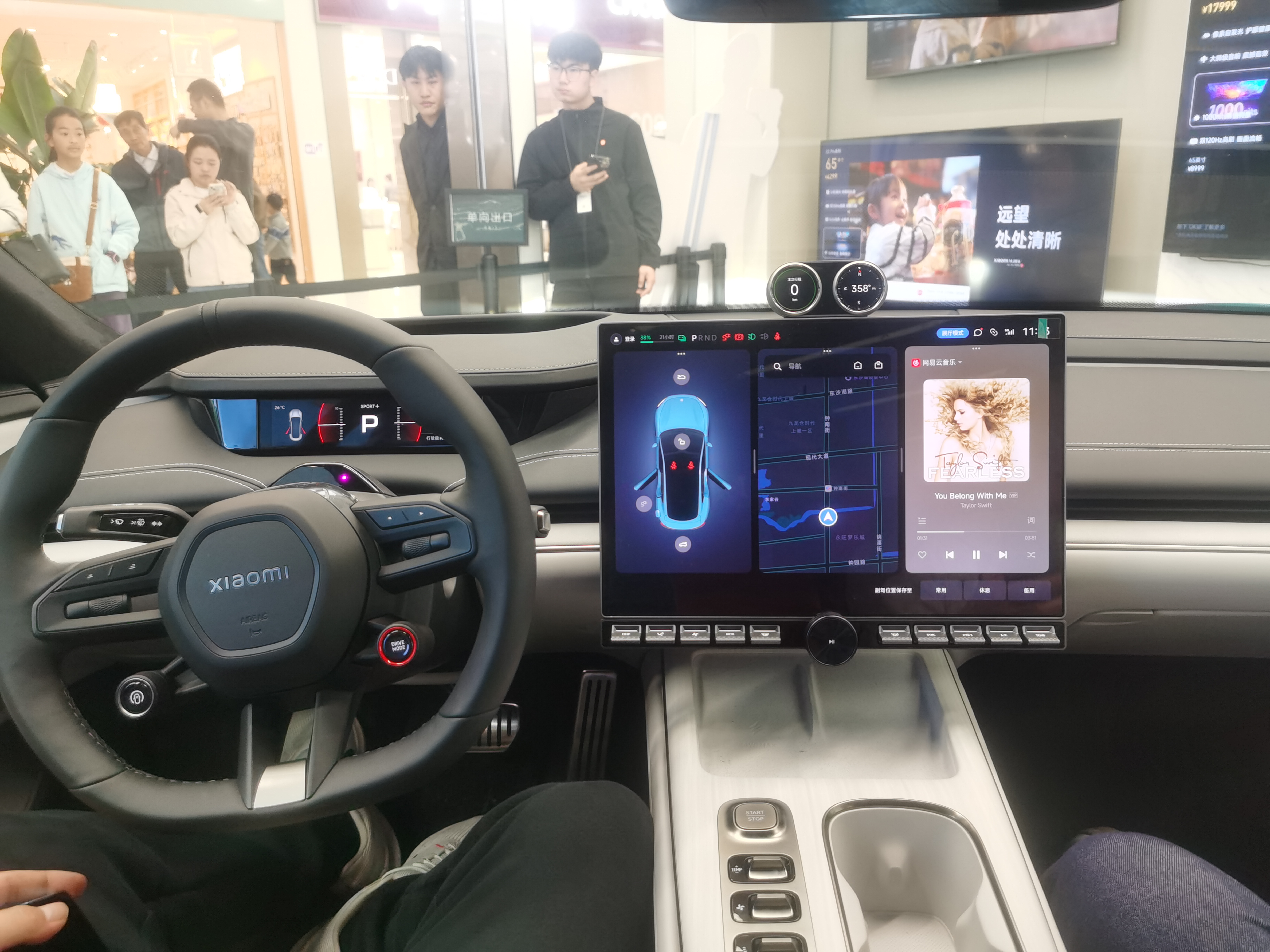
Innenansicht

## Technische Daten
Der SU7 basiert auf einer 800-Volt-Elektroarchitektur mit einer maximalen Spannung von 871 Volt. Das Unternehmen vermarktet die vom SU7 verwendeten Elektromotoren als „HyperEngine V6 Series“. Der Basis-SU7 mit Hinterradantrieb arbeitet mit 400 Volt mit einer Leistung von 220 kW und 400 Nm. Der Allradantrieb SU7 Max arbeitet mit 800 Volt und liefert insgesamt 495 kW und 500 Nm.
Der SU7 Max verwendet eine 101-kWh-NMC-Batterie, die von CATL hergestellt und unter dem Markennamen Qilin in einem Cell-to-Pack-Format montiert wird. Die Basisversion des SU7 mit Hinterradantrieb verwendet eine kleinere 73,6 kWh starke LFP-Batterie. Xiaomi plant auch Versionen mit 132-kWh- und 150-kWh-Batterien. Laut Xiaomi beschleunigt der SU7 in der Basisversion in 5,3 Sekunden von 0 auf 100 km/h, während der SU7 Max in 2,78 Sekunden von 0 auf 100 km/h fährt. Die Geschwindigkeit ist auf 210 km/h für das Basismodell und 265 km/h für den SU7 Max begrenzt.